# Allang niet meer van jou
Allang niet meer van jou is een lied van de Nederlandse zanger en rapper Mula B in samenwerking met de Nederlandse band Goldband. Het werd in 2023 als single uitgebracht en stond in hetzelfde jaar als negende track op het album Narcopop van Mula B.

## Achtergrond
Allang niet meer van jou is geschreven door Hicham Gieskes, Milo Driessen, Boaz Kok, Karel Gerlach en Wieger Hoogendorp en geproduceerd door Hoogendorp. Het is een nummer dat verschillende genres fuseert, met name nederhop, musica neomelodica, synthpop en trap. In het lied zingen en rappen de artiesten over een falende relatie en welke verschillende gevoelens daarbij komen. Het is de eerste keer dat Mula B en Goldband samenwerken op een single. Wel traden ze al samen op op Lowlands in 2022, waar zij bij het optreden van Goldband een mashup van Mijn stad van Goldband en Coke in de uitverkoop van Mula B zongen.

## Hitnoteringen
De artiesten hadden succes met het lied in de hitlijsten van Nederland. Het stond op de zevende plaats van de Nederlandse Single Top 100 in de enige week dat het in deze hitlijst stond. Er was geen notering in de Nederlandse Top 40; het kwam hier tot de tweede positie van de Tipparade. 